# Notiophilus nitens
Notiophilus nitens är en skalbaggsart som beskrevs av Leconte 1857. Notiophilus nitens ingår i släktet Notiophilus och familjen jordlöpare. Inga underarter finns listade i Catalogue of Life.